# 池小宁
池小宁（1955年—2007年7月11日），男，北京人，中国影视剧摄影师，中国电影金鸡奖最佳摄影。代表作有电影《菊豆》《秋菊打官司》，电视剧《乔家大院》《大明王朝1566》等。